# Сортавала (станция)
Сортавала (карел. Sortavalan raudatieazema, фин. Sortavalan rautatieasema) — пассажирская станция на
258,84 км перегона Куокканиэми — Хелюля. Исторически относится к старой Карельской железной дороге. До 13 июля 1959 года являлась границей между Кировской и Октябрьской железными дорогами. Не электрифицирована.
После постройки в 2019 году ветки до Рускеалы станция стала узловой.

## Общие сведения
Станция Сортавала расположена в городе Сортавала республики Карелия. Находится на линии с полуавтоблокировкой, которую обеспечивает пост ЭЦ, расположенный в здании вокзала. На посту несёт службу дежурный по станции.
На посадочной платформе установлен новый пассажирский павильон, а также информационные таблички с названием станции.
Со 2 декабря 2019 года на станции делает остановку новый скорый поезд Москва — Петрозаводск, который следует через Тверь, Санкт-Петербург, Выборг, Сортавалу, Суоярви.
В декабре 2018 года был запущен электропоезд «Ласточка» на маршруте Санкт-Петербург — Сортавала — Маткаселькя с использованием тепловоза ТЭП70БС. Для реализации проекта восстановлены почти 2,5 километра пути, отремонтирована платформа станции Сортавала, реконструированы инженерные коммуникации. В июне 2019 года со станции Сортавала до горного парка «Рускеала» запущен туристический ретропоезд на паровозной тяге, интерьер которого выполнен в стиле «Николаевского экспресса», и в составе которого — купейные вагоны и вагон-ресторан.
В 2015 году возле чётной горловины станции установлен паровоз-памятник Эр 788-81 завода Цегельского.

## История

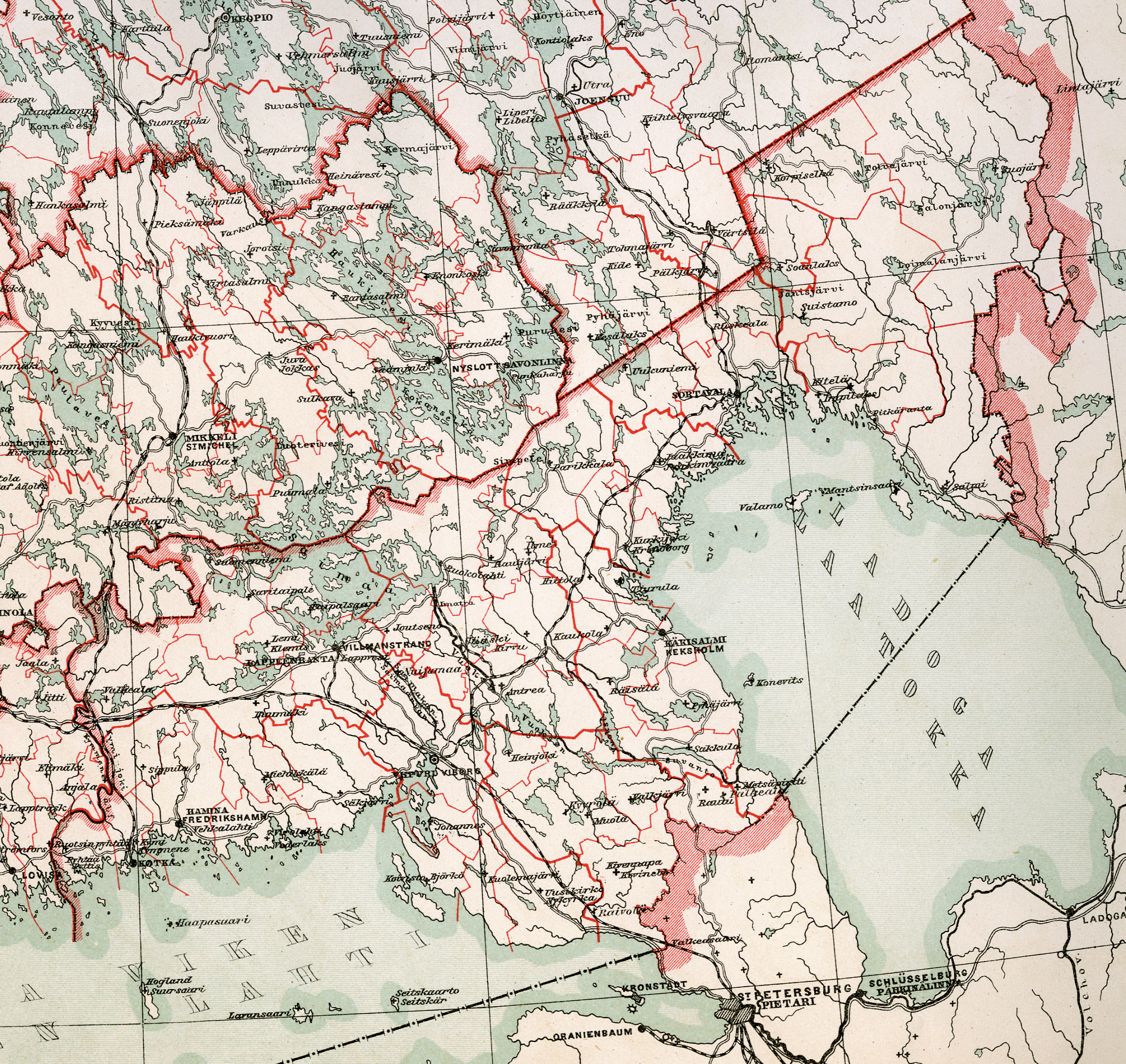
Карельская железная дорога на карте Выборгской губернии, 1897 год

В 1872 году в Сейме Великого княжества Финляндского был впервые поднят вопрос о строительстве Карельской железной дороги. В 1888 году, в царствование Александра III, было принято решение о строительстве железной дороги длиной 311 км от Выборга до Йоэнсуу. В 1890 году начались строительные работы.
К ноябрю 1892 года был закончен участок дороги длиной 79 км от Выборга, через Антреа (ныне Каменногорск) до Вуоксенниска, к ноябрю 1893 года — участок дороги Антреа — Сердоболь (ныне Сортавала) длиной 139 км. Ещё через год, в ноябре 1894 года, был введён в строй участок длиной 125 вёрст (133 км) от Сердоболя до Иоенсу (ныне Йоэнсуу). На сооружении дороги в 1892 году работало 6000 человек.
В 1892 году выборгским архитектором Иваром Аминовым был выполнен план города, по которому железнодорожный вокзал располагался в юго-западной части города Кюмёля. В западной части от вокзала образовалось 4 района города, которые прозвали Така-Кюмёля (сейчас «железнодорожный посёлок»). Это были полностью жилые кварталы.
С 1893 года поезда ежедневно привозили товары, а древесину и рускеальский мрамор грузили прямо из вагонов на баржи в старом порту на примитивной по конструкции пристани вплоть до 1930 года. Был построен целый комплекс зданий и сооружений, необходимый для нормальной сортировки вагонов («поворотный круг»), осмотра и ремонта подвижного состава, водонапорная башня и деревянное здание для касс и зала ожидания пассажиров.

### Здание станции
Первое деревянное станционное здание сгорело в войну.

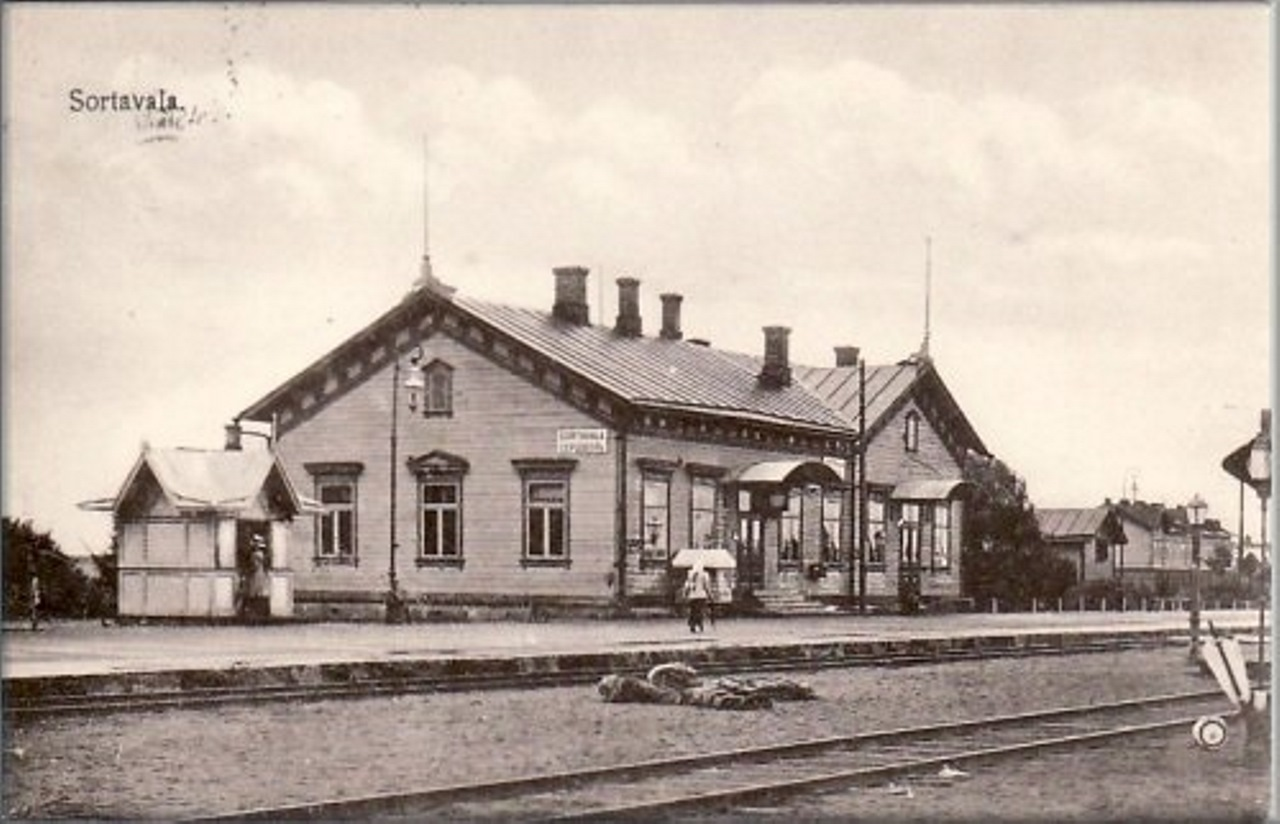
Первый вокзал Сортавала, 04.07.1919

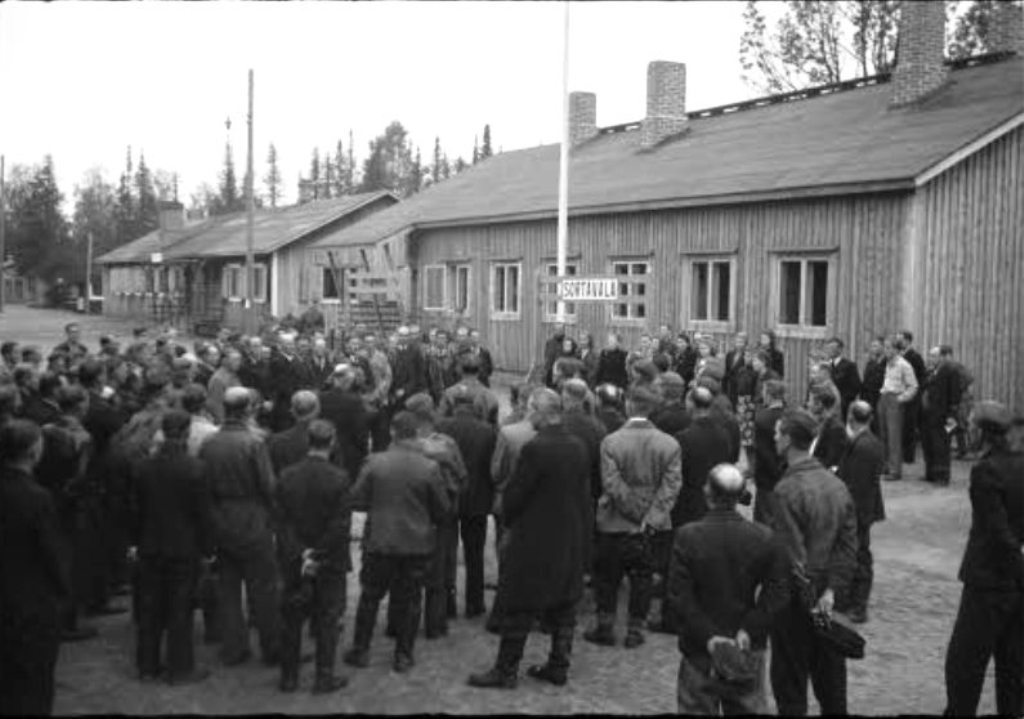
Второе пассажирское здание Сортавала. Население покидает город.22.09.1944

 Второе здание вокзала было также деревянным. Третье, советское пассажирское здание на фото. В 1999—2000 годах было построено современное здание из красного кирпича. Старое деревянное здание было снесено.

## Платформа Сортавала-Туристическая
Расположенная у 9-го пути платформа обозначена как «Сортавала-Туристическая» и предназначена для остановки и стоянки туристических поездов.

## Остановочный пункт Лийкола
На территории города Сортавала, на расстоянии 2200 метров в сторону станции Хелюля (современный 261,050 км) 61°42′51″ с. ш. 30°41′16″ в. д. существовал небольшой остановочный пункт для пригородных поездов — Лийкола (фин. Liikola), открытый 20 января 1941 года. Он располагался возле переезда с дорогой, соединявшей Сортавалу с посёлком Karmankylä (современная ул. Фабричная). Остановочный пункт в основном предназначался для жителей одноимённого хутора и для посетителей близлежащего лютеранского кладбища.

## Галерея

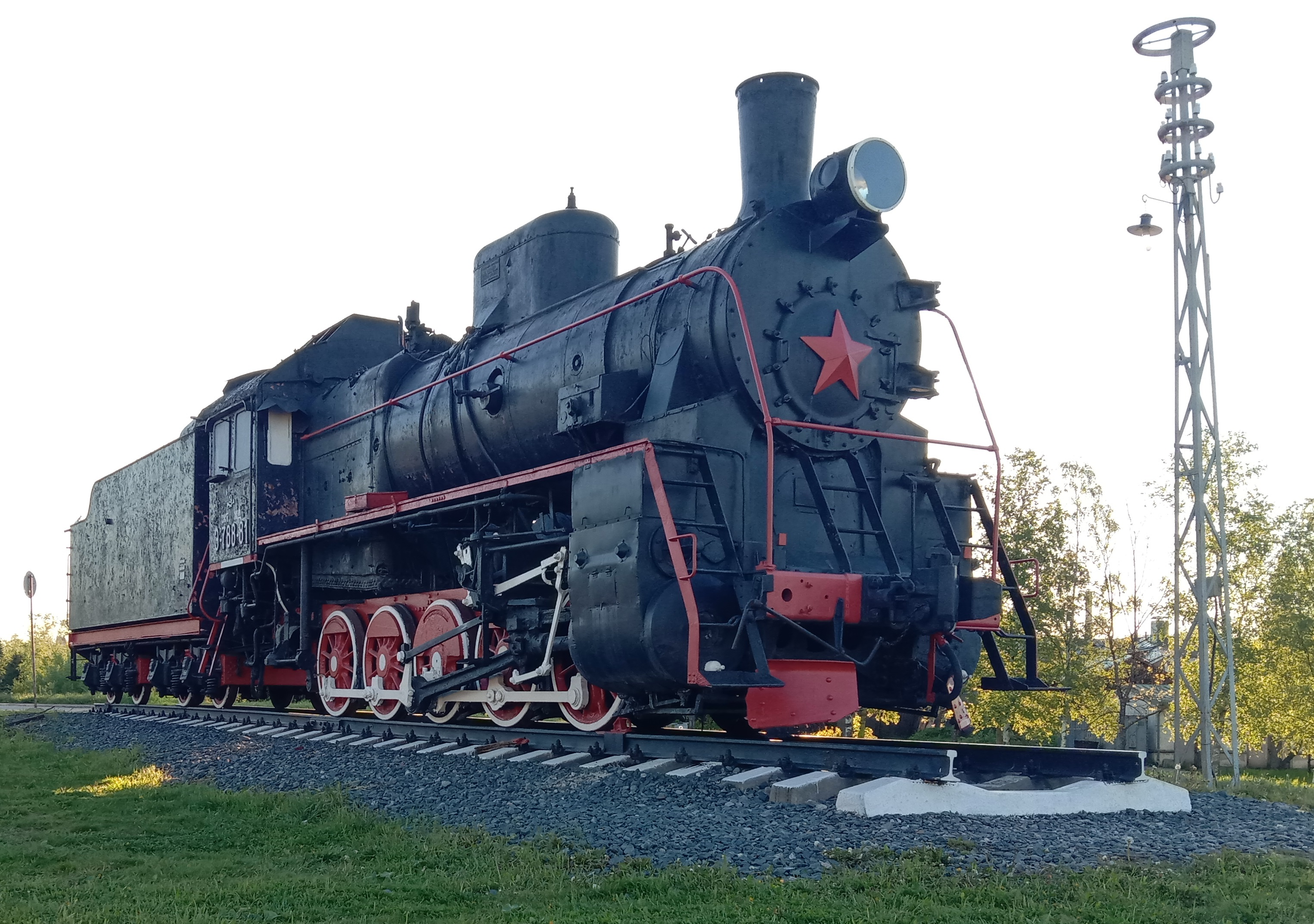
Паровоз-памятник Эр 788-81
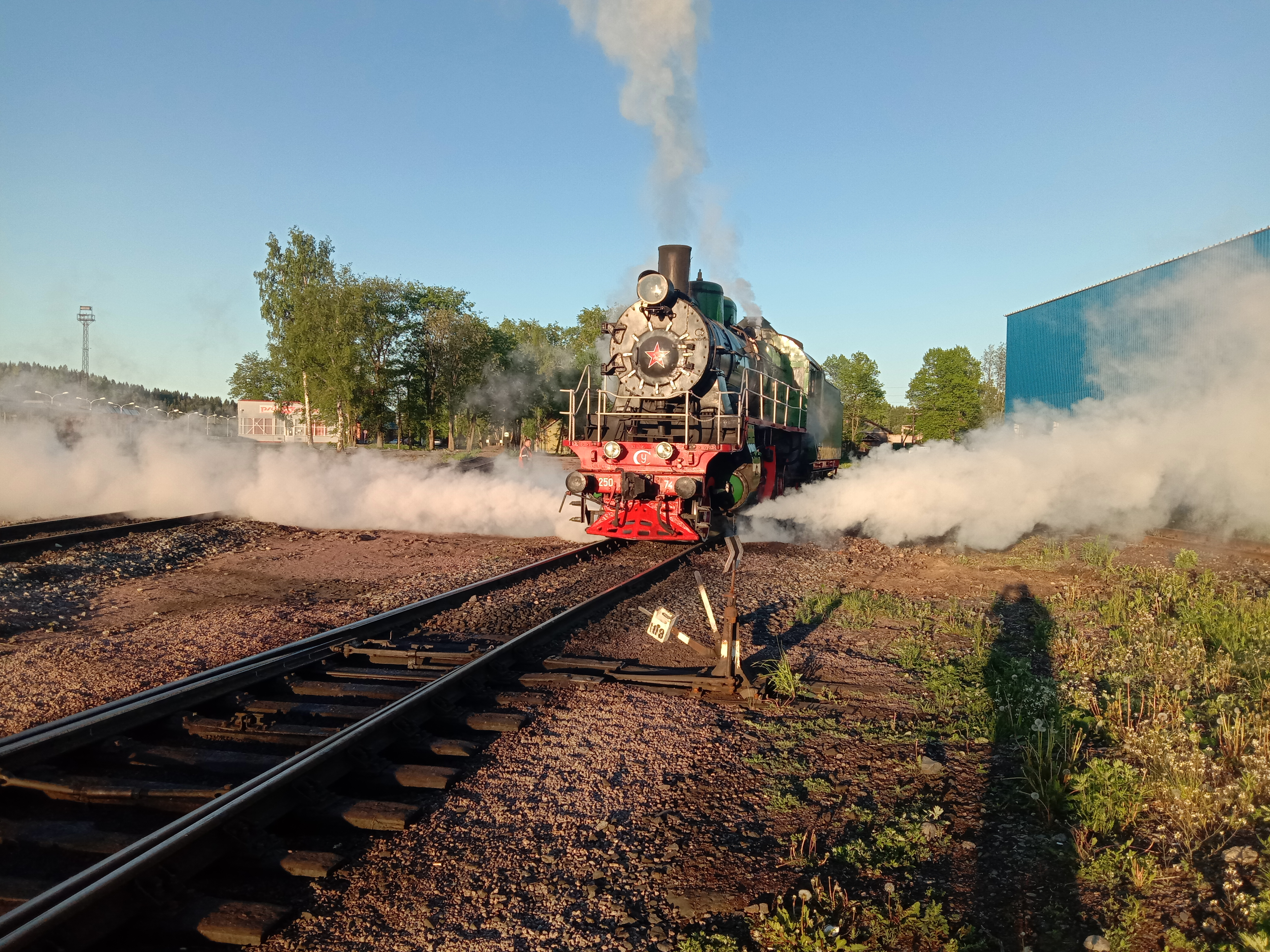
Паровоз Су-250-74 в депо Сортавалы
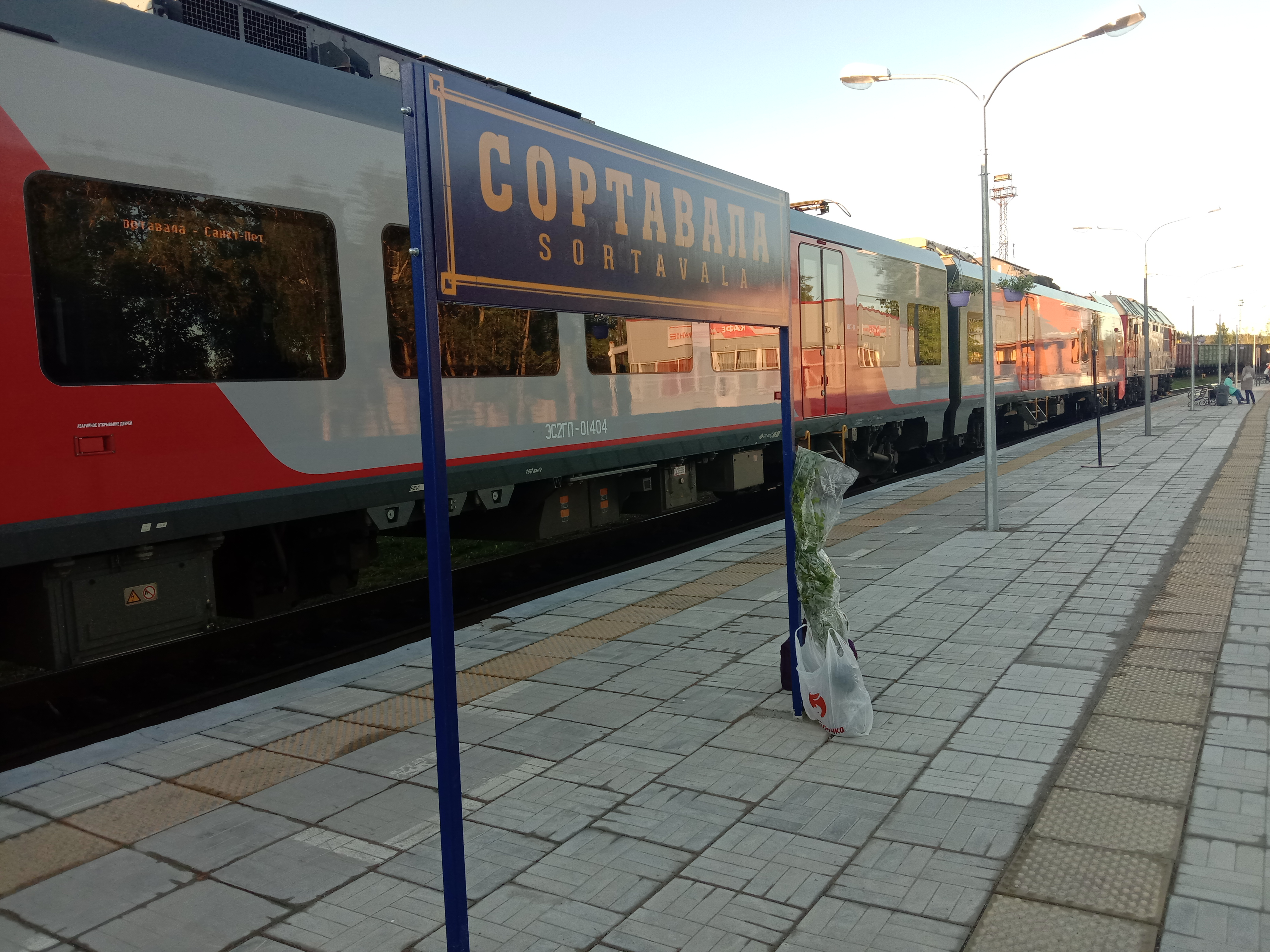
Пассажирская платформа на станции
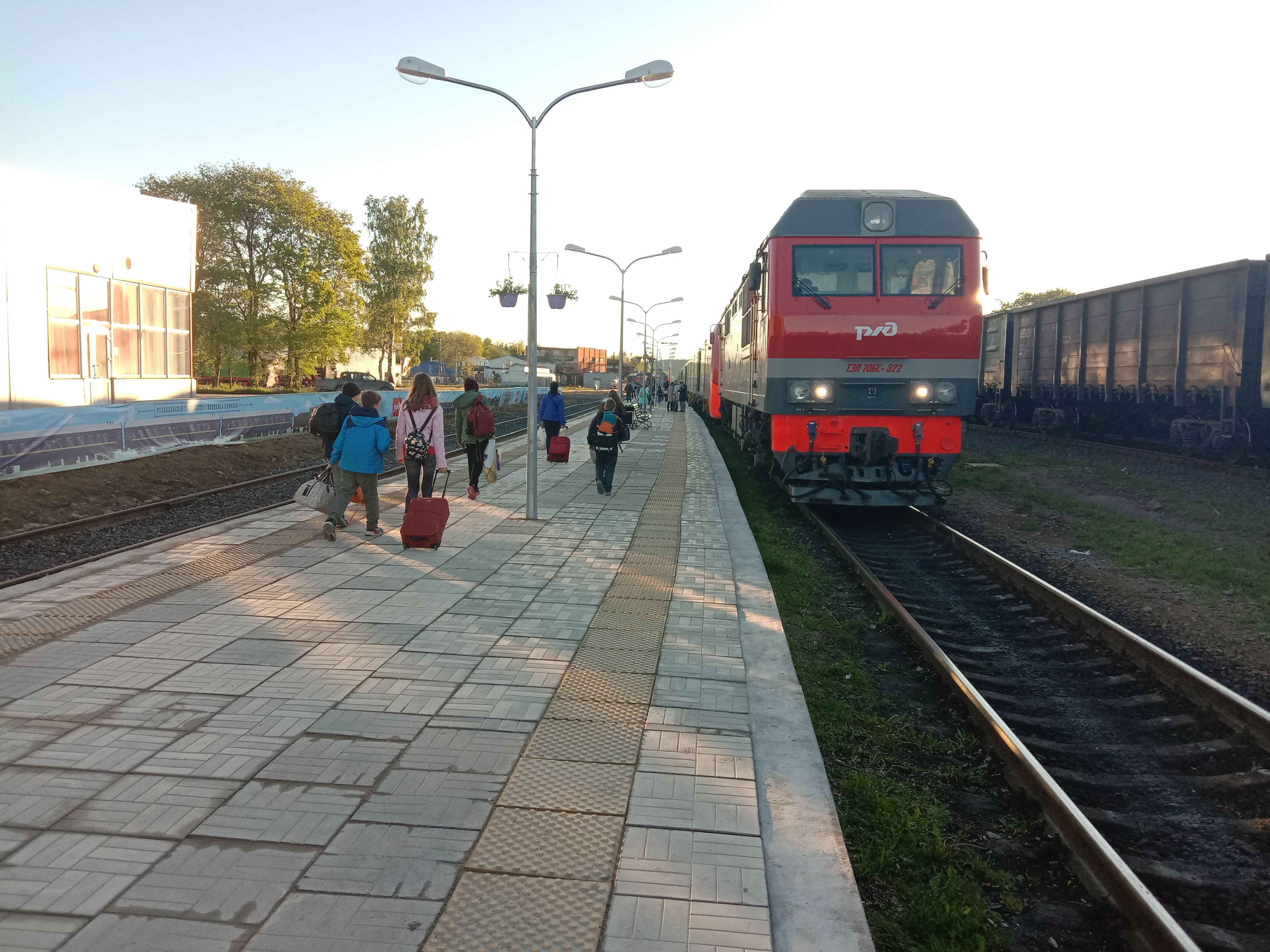
Скорый поезд «Ласточка» Сортавала — Санкт-Петербург под тягой тепловоза ТЭП70БС-322
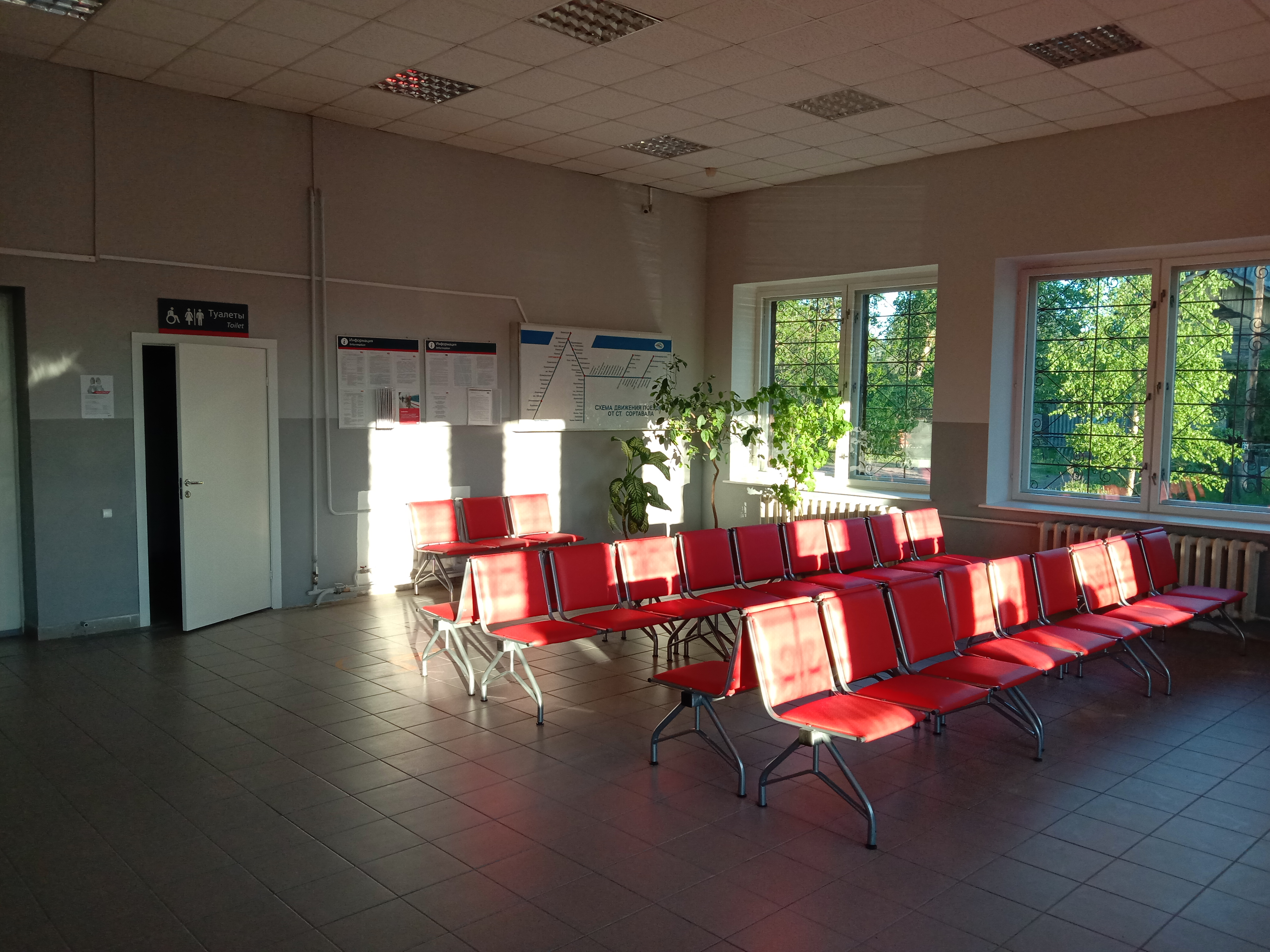
Интерьер зала ожидания
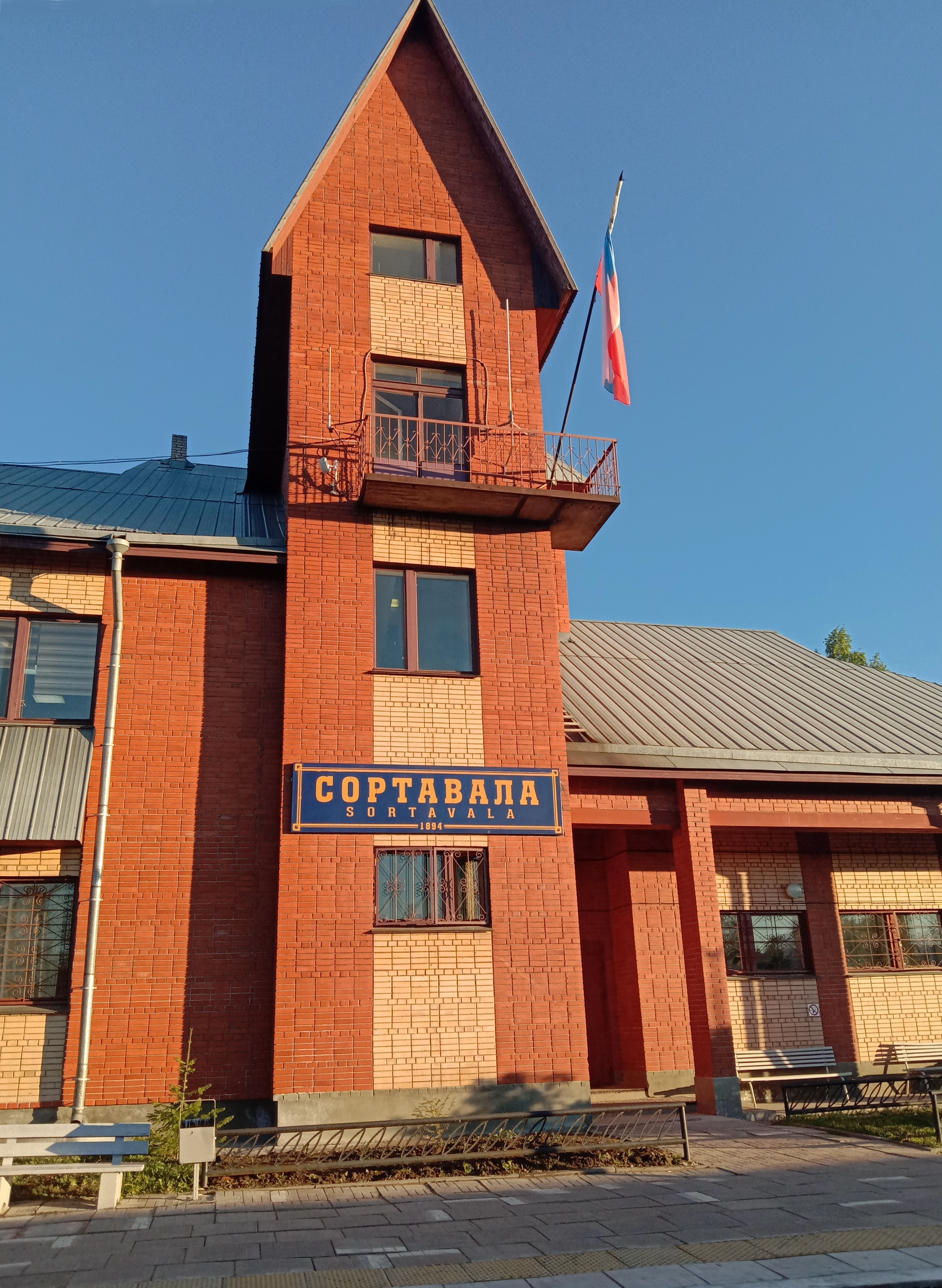
Здание вокзала
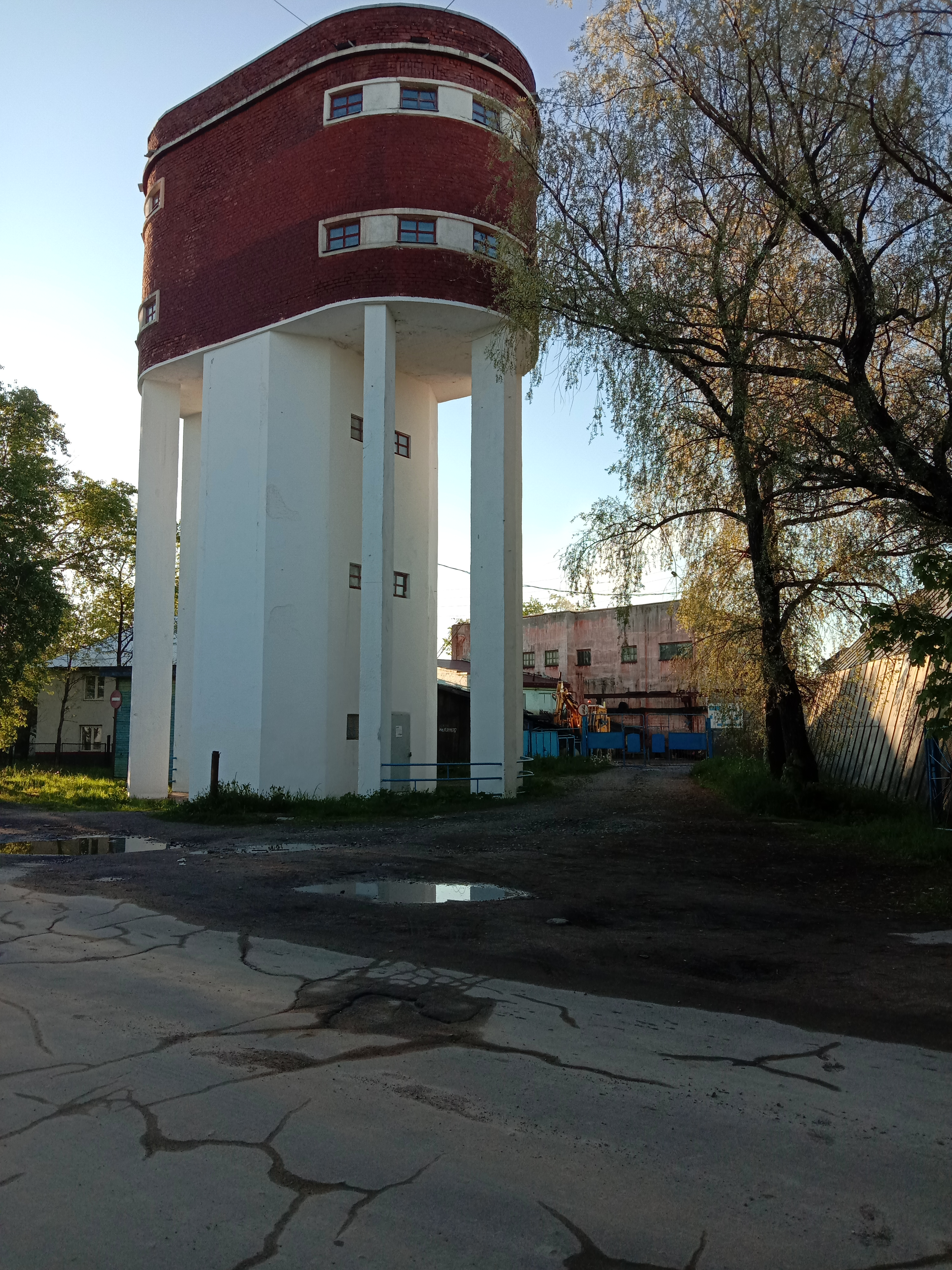
Водонапорная башня  Объект культурного наследия № 1030502000№ 1030502000
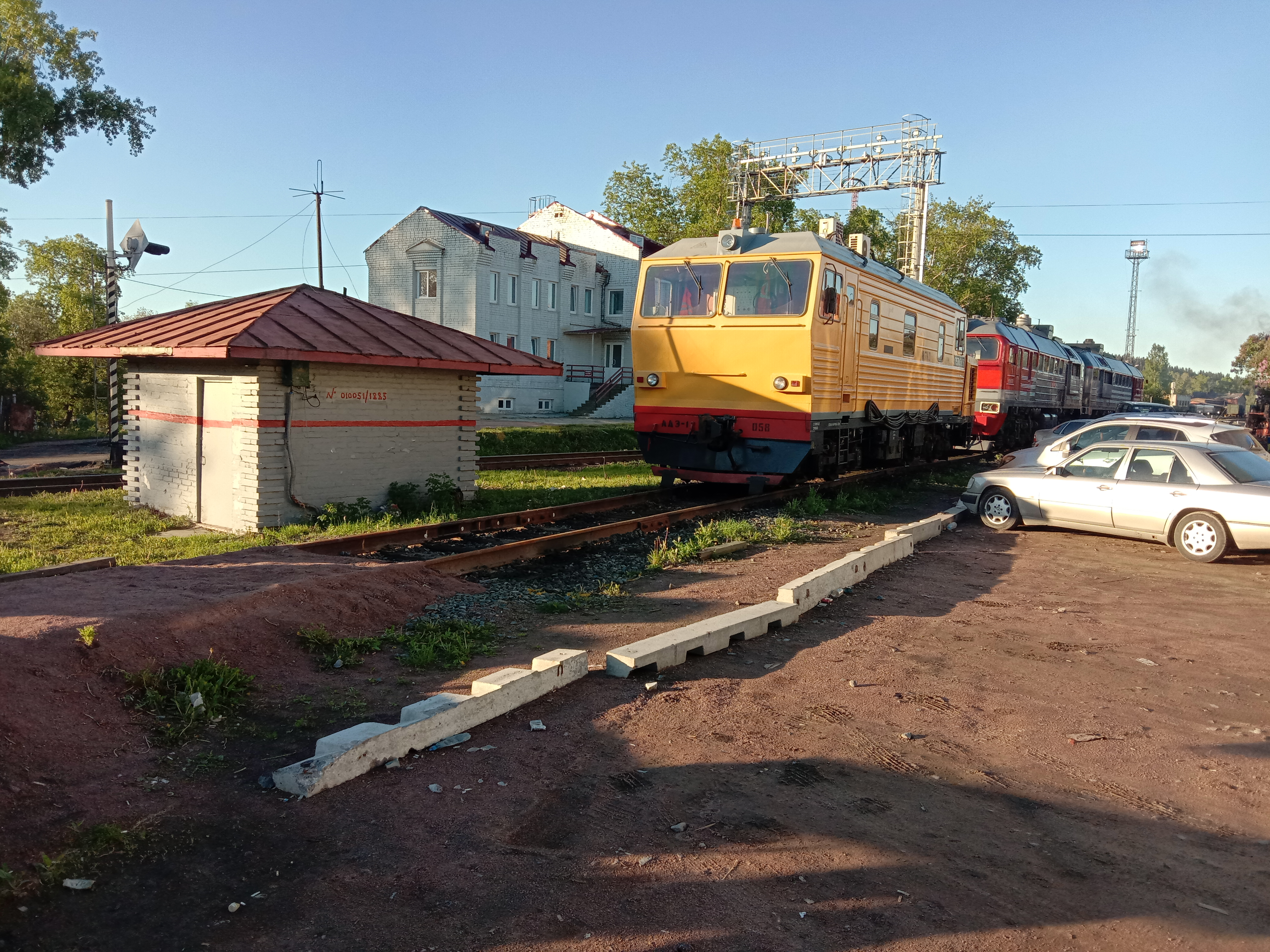
Дефектоскопная автомотриса АДЭ-1
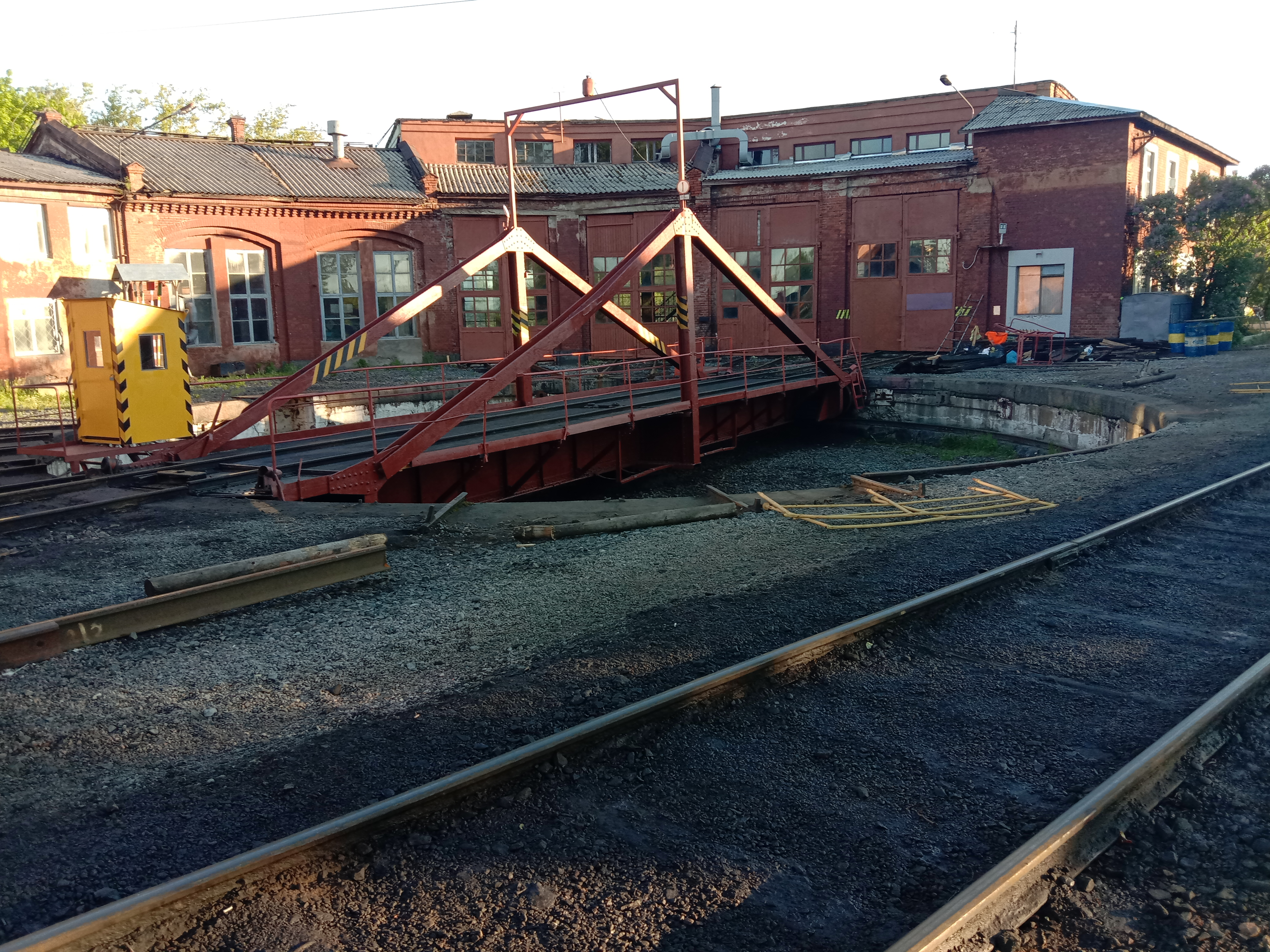
Локомотивное депо  Объект культурного наследия № 1030501000№ 1030501000